# Derarimus bicavatus
Derarimus bicavatus es una especie de coleóptero de la familia Anthicidae.

## Distribución geográfica
Habita en Malasia.